# Pilar Lorengar
Pilar Lorengar (eigentlich Pilar Lorenza Garcia; * 16. Januar 1928 in Saragossa, Spanien; † 2. Juni 1996 in Berlin) war eine spanische Opernsängerin (Sopran).

## Leben
Lorengar studierte acht Jahre bei Angeles Otein und anschließend in Berlin bei Carl Ebert und Hertha Klust. 1949 debütierte sie als Chorsängerin im Teatro de la Zarzuela, Madrid, wo sie auch einige Jahre engagiert war. 1952 trat sie erstmals als Solistin in Barcelona in "Beethovens Neunter" sowie im Brahms-Requiem auf.
Ihr Operndebüt gab sie 1955 als Cherubino in Aix-en-Provence, darauf am Royal Opera House Covent Garden als Violetta in Verdis La traviata. Das Glyndebourne Festival Debüt folgte ein Jahr später, 1958 Auftritt im Teatro Colón in Buenos Aires als Pamina in der Zauberflöte.
1958 wurde sie auch an die Städtische Oper Berlin engagiert, wo sie als eine der beliebtesten Künstlerinnen des Ensembles bis zum Ende ihrer Karriere blieb. Als 1961 die Deutsche Oper Berlin an der Bismarckstraße eröffnet wurde, sang sie in der von Ferenc Fricsay geleiteten Eröffnungspremiere die Donna Elvira im Don Giovanni. 1963 wurde ihr der exklusive Titel der Kammersängerin verliehen.
Das Opernschaffen Mozarts war über all die Jahre ihres Wirkens in Berlin ein Schwerpunkt der künstlerischen Tätigkeit von Pilar Lorengar: Fiordiligi, Gräfin, Donna Elvira und Pamina hat sie in unterschiedlichen Inszenierungen gesungen, in einigen wenigen Aufführungen auch die Donna Anna. Zudem sang sie lyrische Partien des deutschen, italienischen und französischen Repertoires. So war sie unter anderem als Regina in Mathis der Maler oder Agathe im Freischütz, als Mimi in La Bohème und Cio-Cio-San in Madama Butterfly sowie als Michaela in Carmen und Melisande in Pelléas et Mélisande zu hören. Große Erfolge feierte sie aber auch im slawischen Fach, zunächst als Marie in Die verkaufte Braut, später insbesondere in der Titelrolle von Jenůfa sowie als Tatjana in Eugen Onegin. Sehr behutsam hat sie ihr Repertoire ausgeweitet: im deutschen Fach bewährte sie sich zunächst als Eva in Die Meistersinger von Nürnberg, später auch als Elsa in Lohengrin. Ab Mitte der 60er Jahre begeisterte sie ihr Berliner Publikum immer öfter in dramatischeren Partien des italienischen Fachs wie Elisabeth im Don Carlos, Violetta in La traviata, die Titelrolle in Tosca und Desdemona in Otello.
Eine Reisekarriere war nicht nach Pilar Lorengars Geschmack. Ihr war die kontinuierliche Arbeit in einem Ensemble wichtigste Voraussetzung für ihre künstlerische Entwicklung und Vervollkommnung. Dennoch ist sie im Laufe der Jahre an allen wichtigen Opernhäusern der Welt aufgetreten. 1961 trat sie erstmals in Salzburg im Idomeneo auf, an der New Yorker Metropolitan Opera debütierte sie 1966 als Don Giovannis Donna Elvira. Zwischen 1966 und 1982 hat sie in der Metropolitan Opera 16 Partien ihres Repertoires in mehr als 150 Aufführungen gesungen. Sie ist in Wien und Mailand, London und Paris aufgetreten und war wiederholt beim Glyndebourne Festival zu hören. Mehrere Tourneen führten sie auch nach Japan. Auf dem Konzertpodium hat sie Liederabende gegeben, in denen sie gerne neben Liedern von deutschen und französischen Komponisten Lieder spanischer Komponisten stellte. Zudem gastierte sie vielfach in Konzerten der großen Sinfonieorchester: Sie war bei den Berliner Philharmonikern ebenso ein gefragter Gast wie bei den Wiener Philharmonikern.
Auf manche Ausflüge in das dramatische italienische Fach hat Pilar Lorengar sehr bewusst verzichtet. Angebote, die Aida oder die Amelia in Un ballo in maschera zu singen, hat sie wiederholt abgelehnt und damit ihrer Stimme Überanstrengungen und Verschleiß erspart. So klang sie noch in den letzten Aufführungen, in denen sie auf der Bühne stand, frappierend jugendlich, Ihre Stimme hatte nichts von dem hellen leuchtenden Klang verloren und die Höhe war sicher und strahlte mühelos wie eh und je. Gerne hätte sie allerdings einige Partien von Richard Strauss gesungen, aber sie verzichtete darauf, weil sie fürchtete, dass ihre Fähigkeit, den Feinheiten der Sprache Hugo von Hofmannsthals gerecht zu werden, nicht ausreichen könnte.
Ihr letzter Triumph in Berlin war 1987 die Valentine in John Dews Inszenierung von Giacomo Meyerbeers Les Huguenots.
Am 1. Oktober 1994 erhielt sie den Verdienstorden des Landes Berlin. Pilar Lorengar starb 1996 im Alter von 68 Jahren in ihrer Wahlheimat Berlin an Krebs.